# Heteroptere
Heteropterele (Heteroptera) (heteros = diferit; pteron = aripă) reprezintă un subordin de insecte hemiptere, care cuprinde aproximativ 40.000 de specii terestre, unele de apă dulce. În România trăiesc aproape 1.000 de specii. Insectele din acest grup sunt cunoscute sub denumirea populară de ploșnițe (ploșnița de câmp, ploșnița de pădure, ploșnița cerealelor, ploșnița de pat etc).

Morfologia unei insecte din clasa Pentatomoidea:
A: cap; B: torace; C: abdomen. 1: gheară; 2: tars; 3: tibie; 4: femur; 8: ochi compus; 9: antenă; 10: clipeu; 23: tergit dorsal; 25: pronot; 26: scutel; 27: clavus; 28: corium; 29: embolium; 30: membrană.

Sunt specii relativ mari, de la câțiva milimetri la câțiva centimetri și se recunosc ușor după o seamă de caractere. Corpul este turtit dorsoventral. Se remarca pronotul mare, ca la coleoptere, constituind un scut cervical, în care stă înfundat capul mic, prognat, în parte mobil. Aripile anterioare - hemielitrele - sunt caracteristice ordinului, fiind diferite față de aripile posterioare. Ele stau culcate înapoi, peste metatorace și abdomen, pe care-l acoperă, strâns alipite de el. Aripile posterioare sunt membranoase și sunt acoperite de hemielitre în repaus. La unele specii, aripile sunt regresate din cauza parazitismului  (Cimex). La majoritatea speciilor, protoracele este foarte dezvoltat, mezotoracele este unit cu metatoracele alcătuind împreună un pterotorace. Scutelul este bine dezvoltat, acoperind aproape în întregime abdomenul. Aparatul bucal al heteropterelor este adaptat la înțepat și supt și este aparent, ca un țep lung și în repaus stă îndoit înapoi sub fața ventrală a corpului. Picioarele anterioare la unele specii sunt adaptate la săpat, sau transformate în subchelă pentru apucat. La unele specii, picioarele posterioare sunt modificate în chelă, iar la unele specii acvatice ele s-au adaptat la înot. Organele stridulante de diferite forme sunt găsite la multe specii. Rar există organe cordotonale. Tegumentul este de obicei pigmentat în diferite culori. Multe specii au glandele odorante, rău mirositoare. Speciile acvatice au organe statice. 
Dezvoltarea heteropterelor se face cu metamorfoză incompletă. Heteropterele sunt insecte comune, răspândite în biotopuri terestre și acvatice. Majoritatea heteropterelor sunt fitofage pe plante variate. Au o importanță practică considerabilă, multe specii fiind dăunătoare plantelor cultivate. Speciile acvatice sunt adesea zoofage, prădătoare, printre speciile terestre sunt unele prădătoare, altele mirmecofile. Speciile prădătoare sunt utile, atacând diferite insecte dăunătoare. Reduvius personatus, este o specie prădătoare, atacă alte insecte cărora le suge conținutul corpului. Câteva specii duc o viață parazitară la păsări sau la mamifere, adesea transmițând agenții unor boli grave; printre ele se remarcă, în primul rând, cimicidele. Cimex lectularius (ploșnița de pat) trăiește în locuințe și se hrănește cu sângele omului.

## Sistematica
Subordin heteropterelor conține 7 infraordine, 26 suprafamilii și 94 familii:
- Infraordinul Cimicomorpha
  - Suprafamilia Cimicoidea
    - Familii: Anthocoridae - Cimicidae - Polyctenidae - Plokiophilidae - Medocostidae - Velocipedidae - Nabidae - †Vetanthocoridae

  - Suprafamilia Miroidea
    - Familii: Miridae – Microphysidae

  - Suprafamilia Tingoidea
    - Familii: Tingidae - Vianaididae - †Hispanocaderidae - †Ignotingidae - †Ebboidae

  - Suprafamilia Thaumastocoroidea
    - Familii: Thaumastocoridae

  - Suprafamilia Reduvioidea
    - Familii: Pachynomidae - Reduviidae
- Infraordinul Dipsocoromorpha
  - Suprafamilia: Dipsocoroidea
    - Familii: Ceratocombidae - Dipsocoridae - Hypsipterygidae - Schizopteridae – Stemmocryptidae
- Infraordinul Enicocephalomorpha
  - Suprafamilia: Enicocephaloidea
    - Familii: Aenictopecheidae - Enicocephalidae
- Infraordinul Gerromorpha
  - Suprafamilia Mesovelioidea
    - Familii: Mesoveliidae

  - Suprafamilia Hebroidea
    - Familii: Hebridae

  - Suprafamilia Hydrometroidea
    - Familii: Hydrometridae - Macroveliidae - Paraphrynoveliidae

  - Suprafamilia Gerroidea
    - Familii: Gerridae - Hermatobatidae - Veliidae
- Infraordinul Leptopodomorpha
  - Suprafamilia Leptopodoidea
    - Familii: Leptopodidae - Omaniidae

  - Suprafamilia Saldoidea
    - Familii: Aepophilidae - Saldidae
- Infraordinul Nepomorpha
  - Suprafamilia Aphelocheiroidea
    - Familii: Aphelocheiridae – Potamocoridae

  - Suprafamilia Corixoidea
    - Familii: Corixidae - Micronectidae

  - Suprafamilia Naucoroidea
    - Familii: Naucoridae

  - Suprafamilia Nepoidea
    - Familii: Belostomatidae - Nepidae

  - Suprafamilia Notonectoidea
    - Familii: Notonectidae - Pleidae

  - Suprafamilia Ochteroidea
    - Familii: Ochteridae - Gelastocoridae

  - Suprafamilia Pleoidea
    - Familii: Helotrephidae - Pleidae
- Infraordinul Pentatomomorpha
  - Suprafamilia Aradoidea
    - Familii: Aradidae - Termitaphididae

  - Suprafamilia Coreoidea
    - Familii: Alydidae - Coreidae - Hyocephalidae - Rhopalidae - Stenocephalidae - †Trisegmentatidae - †Yuripopovinidae

  - Suprafamilia Idiostoloidea
    - Familii: Henicocoridae - Idiostolidae

  - Suprafamilia Lygaeoidea
    - Familii: Artheneidae - Berytidae - Blissidae - Colobathristidae - Cryptorhamphidae - Cymidae - Geocoridae - Heterogastridae - Lygaeidae - Malcidae - Meschiidae - Ninidae - Oxycarenidae - Pachygronthidae - Piesmatidae - Rhyparochromidae

  - Suprafamilia Pentatomoidea
    - Familii: Acanthosomatidae - Canopidae - Cydnidae - Dinidoridae - Lestoniidae - Megarididae - Parastrachiidae - Pentatomidae - Phloeidae - Plataspididae - Scutelleridae - Tessaratomidae - Thaumastellidae - Thyreocoridae - Urostylidae - †Primipentatomidae

  - Suprafamilia Pyrrhocoroidea
    - Familii: Pyrrhocoridae